# Namwon
Namwon (hangul: 남원시, hanja: 南原市) är en stad i den sydkoreanska provinsen Norra Jeolla. Folkmängden var 81 615 invånare i slutet av 2020, varav 49 227 invånare bodde i själva centralorten.
Centralorten är indelad i sju administrativa stadsdelar (dong):
Dongchung-dong,
Dotong-dong,
Geum-dong,
Hyanggyo-dong,
Jukhang-dong,
Noam-dong och
Wangjeong-dong.
Resten av kommunen är indelad i en köping (eup) och 15 socknar (myeon):
Ayeong-myeon,
Bojeol-myeon,
Daegang-myeon,
Daesan-myeon,
Deokgwa-myeon,
Geumji-myeon,
Ibaek-myeon,
Inwol-myeon,
Jucheon-myeon,
Jusaeng-myeon,
Samae-myeon,
Sandong-myeon,
Sannae-myeon,
Songdong-myeon,
Suji-myeon och
Unbong-eup.